# قلعه‌میان
قلعه‌میان، روستایی در دهستان تمبک بخش مرکزی شهرستان کنگان در استان بوشهر ایران است. این روستا، مرکز دهستان تمبک است.

## جمعیت
بر پایه سرشماری عمومی نفوس و مسکن در سال ۱۳۹۵، جمعیت این روستا برابر با ۹۲۸ نفر (۲۵۳ خانوار) بوده‌است.